# Otto Friedrich Winter
Otto Friedrich Winter (* 11. Mai 1918 in Wien; † 28. Mai 2003 ebenda) war ein österreichischer Historiker und Politiker (ÖVP). Er war Direktor des Kriegsarchivs und  Generaldirektor-Stellvertreter des Österreichischen Staatsarchivs.

## Leben
Winter wurde 1918 als eines von vier Kindern eines früh verstorbenen promovierten Juristen, k.u.k Offiziers (Hauptmann-Auditor) und Bezirksrichters der Ersten Republik in Wien geboren. Nach der Matura 1936 am Bundesgymnasium Wien VI (Mariahilf) leistete er Wehrdienst beim österreichischen Bundesheer, 1937 schied er als Reserveoffizieranwärter aus.
Er begann dann ein Studium der Geschichte und Klassischen Philologie an der Universität Wien, wollte sich ursprünglich auf Byzantinistik spezialisieren. Überdies absolvierte er den Kurs am Institut für Geschichtsforschung und Archivwissenschaft in Wien (Staatsprüfung 1943). Im Zweiten Weltkrieg wurde er zum Kriegsdienst in der Wehrmacht herangezogen und mehrmals verwundet. Während eines Fronturlaubes 1941 wurde er mit der Dissertation Antike Königserhebungen und ihre Weiterbildung durch das byzantinische Kaisertum. Möglichkeiten und Hemmnisse ihrer Wirksamkeit im Dienste der rhomäischen Universalidee bis zum Ende der Komnenenzeit zum Dr. phil. promoviert. 1942 kam er als Assessor an das Wiener Reichsarchiv.
Im Jahre 1949 wurde er Archivar am Haus-, Hof- und Staatsarchiv in Wien, insbesondere zuständig für den Bestand Reichsarchiv. 1961 wurde er Vizedirektor und 1966 provisorischer bzw. 1967 definitiver Direktor (bis 1983) des Kriegsarchivs. 1970 wurde er Wirklicher Hofrat. Von 1980 bis 1983 war er unter Rudolf Neck Generaldirektor-Stellvertreter des Österreichischen Staatsarchivs in Wien.
Von 1977 bis 1985 war er Vizepräsident des Verbandes Österreichischer Archivare. Außerdem war er Mitglied der Österreichischen Byzantinischen Gesellschaft, Mitglied der Commission Autrichienne d’Histoire Militaire, Leiter der Sektion Militärgeschichte (Österreichische Historikertage), Kuratoriumsmitglied des Dokumentationsarchivs des österreichischen Widerstandes, Mitglied der Arbeitsgemeinschaft niederösterreichischer Heimatforscher (Bildungs- und Heimatwerk Niederösterreich) und Kuratoriumsmitglied des Bezirksmuseums Neubau im  7. Wiener Gemeindebezirk. 1961 wurde er Ausschussmitglied, 1971 Vizepräsident, 1976 Präsident (Nachfolge von Adalbert Klaar) und 1991 Ehrenpräsident des Vereins für Landeskunde von Niederösterreich, dem er ab 1956 angehörte.
1983 wurde er als Hauptmann der Reserve vom österreichischen Bundesheer verabschiedet.
Er veröffentlichte vor allem zur Militärgeschichte und Quellenkunde, seine Forschungsinteressen lagen darüber hinaus im Kaisertum des Byzantinischen Reiches, in der Verwaltung des Heiligen Römischen Reiches der frühen Neuzeit und in der niederösterreichischen Landeskunde. Zahlreich Beiträge erschienen u. a. im Österreichischen Biographischen Lexikon 1815–1950.
1945 wurde er Mitglied des Österreichischen Arbeiter- und Angestelltenbundes der ÖVP und fungierte später als deren Bezirksobmann im 7. Wiener Gemeindebezirk (Neubau). Von 1960 bis 1966 war er Bezirksrat und von 1966 bis 1969 als Nachrücker für Erich Kabesch (ÖVP) Abgeordneter zum 9. Wiener Landtag und Mitglied des Wiener Gemeinderats.
Überdies war er Pfarrkirchenratsmitglied in St. Laurenz am Schottenfeld, Vorstandsmitglied der Katholischen Männerbewegung und Obmann der Pfadfinder-Eltern. Er, römisch-katholisch, war ab 1949 verheiratet und Vater von vier Kindern (darunter zwei Stiefkindern).

## Auszeichnungen
- 1963: Ehrenring der Marktgemeinde Rossatz
- 1974: Großes Ehrenzeichen für Verdienste um die Republik Österreich
- 1977: Goldenes Verdienstzeichen des Landes Wien
- 1978: Großes Ehrenzeichen für Verdienste um das Bundesland Niederösterreich
- 1982: Ehrenzeichen I. Klasse des Österreichischen Schwarzen Kreuzes
- 1983: Ehrensäbel der Ungarischen Streitkräfte
- 1984: Österreichisches Ehrenkreuz für Wissenschaft und Kunst I. Klasse
- 1989: Komturkreuz des päpstlichen Silvesterordens
- 1990: Berufstitel „Professor“
- 1991: Erneuerung des Doktordiploms der Geisteswissenschaftlichen Fakultät der Universität Wien

## Schriften (Auswahl)
- (Bearb.): Linzer Regesten. Band C III A 3. Hrsg. vom Archiv der Stadt Linz, Linz 1960.
- Die Wiener Reichsbehörden und die fränkischen Reichsstädte. Degener, Neustadt a.d. Aisch 1964.
- Repertorium der diplomatischen Vertreter aller Länder seit dem Westfälischen Frieden (1648). Band 3: 1764–1815. Veröffentlicht vom Internationalen Ausschuss für Geschichtswissenschaften unter der Leitung von Leo Santifaller. Böhlau, Graz u. a. 1965.